# Шкляев, Александр Григорьевич
Александр Григорьевич Шкляев (4 февраля 1944, д. Якшур, Якшур-Бодьинский район, Удмуртская АССР, РСФСР, СССР) — удмуртский писатель, литературовед, критик, журналист.
Заслуженный деятель науки Удмуртской Республики (1994), заслуженный работник культуры Удмуртской Республики (1996), член Союза журналистов РФ (1977), член Союза писателей РФ (1979), лауреат Государственной премии УР, награжден Орденом «Знак Почёта» (1984), кандидат филологических наук (1977), лауреат Национальной премии им. К.Герда.

## Биография
Александр Григорьевич родился 4 февраля 1944 года в крестьянской семье деревни Якшур Якшур-Бодьинского района УАССР и был самым младшим из 10 детей. Посещал базовую школу Якшур-Бодьинского педучилища, в которой все предметы велись на удмуртском языке, затем перешёл в среднюю школу Якшур-Бодьи, где все предметы преподавались уже на русском. В школе посещал литературный кружок, где и увлёкся написанием рассказов и стихов — первый сборник стихов был опубликован в 15-летнем возрасте.
В 1967 году окончил факультет журналистики Московского государственного университета им. М. В. Ломоносова. С 1968 года учился там же в аспирантуре и в 1971 году успешно защитил диссертацию. Работал старшим научным сотрудником сектора литературы и фольклора Удмуртского научно-исследовательского института экономики, истории, языка и литературы.
С 1967 начал журналистскую деятельность в редакции газеты «Комсомолец Удмуртии», проработал там до 1978 года. С 1978 по 1982 год являлся главным редактором журнала «Молот» (ныне «Кенеш»). В 1981 году занял должность председателя правления Союза писателей УАССР, которую покинул в 1984 году.
С 1985 года начал работу в Удмуртском государственном университете сначала в качестве заведующего кафедрой удмуртской литературы и литературы народов СССР. Позднее стал одним из организаторов специальности, кафедры, а затем и факультета журналистики в Удмуртском университете. С 1998 по 2015 год являлся заведующим кафедрой истории и теории журналистики. Сейчас Александр Григорьевич читает студентам УдГУ курсы «История отечественной журналистики», «Правовое регулирование СМИ», «Литературная работа журналиста», «Логическая культура журналиста», «Медиакритика», «Международное гуманитарное право и СМИ», «Литература народов России и стран ближнего зарубежья» и др.

## Литературная деятельность
Начинал свою литературную деятельность как поэт и прозаик. Еще со школьной скамьи Шкляев А. Г. публиковал свои стихотворения и рассказы. Впервые его произведения начали появляться в газетах «Удмуртиысь комсомолец», «Советская Удмуртия», в журнале «Молот» в 1959 году.
С 1971 года выступает как литературовед и критик. Он является автором таких исследований о литературе XX века, как «Времена литературы — времена жизни» (1982), «Араны егит муртъес лыктозы» («А жать подоспеют другие...», 1986), «Чашъемнимъёс» («Поверженные имена», 1995); «Вапумысь вапуме» («Из года в год», 2002) и пр.
Шкляев А. Г. исследовал также литературный процесс 20-30-х гг. в Удмуртии («На подступах к реализму: Удмуртская литература, литературное движение и критика в 1917–1934 гг.», 1979). Он ввёл в удмуртское литературоведение такие понятия, как «флорвасильевский стих», «батыриада» (цикл произведений об удмуртских богатырях), «беглоиада» (цикл произведений о беглых людях).
Составил первый том серии альманахов «Между Волгой и Уралом» (1977), сборник «Горизонт» (1980), «Край родниковый» (1984), сборник стихов Кузебая Герда «Гажан эше!» («Дорогой друг!», 1978), «Ступени» (М., 1985) и др.
Писал также эпиграммы, шаржи, пародии, короткие рассказы («Эшъес-юлтошъес» – «Друзья-товарищи», 1995).
Александр Шкляев издал в 2004 году книгу стихотворений для детей «Уйвот» – «Сон». Также он выступил как автор-составитель учебника-хрестоматии для 8‑го класса «Удмурт литература» («Удмуртская литература») в 2007 году.
Прошёл творческие семинары известных критиков В. Гусева, В. Дементьева, А. Туркова, стажировку в Хельсинкском и Туркуском университетах, курсы преподавателей журналистики в г. Маастрихте (Голландия). Его приглашали читать лекции в университете г. Оулу (Финляндия).
Статьи Александра Григорьевича публиковались в журналах «Вопросы литературы», «Литературное обозрение», «Октябрь», «Волга», «Elias», «Opuskulum» (Финляндия), «Nationalities Papers» (Великобритания-США), «Кенеш», в московских сборниках «Молодые о молодых», «Сверстники». и др.

## Основные публикации
1. Времена года и времена жизни: О творчестве Флора Васильева // Сверстники. — М., 1979. — С. 207-219.
2. Времена литературы — времена жизни. — Ижевск: Удмуртия, 1992. — 207 с.
3. Край родниковый / Сост. П. Ф. Куляшов, А. Г. Шкляев. — М.: Современник, 1984. — 462 с.
4. Кузебай Герд. Гажан эше! / Люказ но примеч. гожтйз А.Г. Шкляев. — Ижевск, 1978. — 251 с.
5. Кузебай Герд. Ступени: Стихотв. и поэмы / Сост. А.Г. Шкляев. — М.: Современник, 1985. — 164 с.
6. Между Волгой и Уралом: Произведения писателей автоном. республик Поволжья и Урала: Поэзия. Проза / Сост., предисл. и коммент. А.Г. Шкляева. — Ижевск, 1977. — 460 с.
7. Удмуртская литература и газетно-журнальная критика в 1917-1934 гг.//Авт. реф. дис. на соиск. уч. ст. канд. фил. наук. М.: МГУ, 1977. — 21 с.
8. Убиенные имена = Ч:ашъем нимъе:с. — Об удмурт. писателях, репрессированных в. 20-50-е гг. Их стихи, рассказы, пьесы, ст. — Ижевск: Удмуртия, 1995. — 448 с.; ISBN 5-7659-0528-5
9. Удмуртская фольклорно-эпическая поэзия: Поэмы о батырах//Эпические традиции в удмуртской литературе и фольклора. — Устинов, 1986. — С. 73-81.
10. Уйвот: Нылпиослы кылбуръёс. — Ижевск, 2004. — 16 с.
11. Эшъёс — юлтошъёс: З:ечкыланъёс, рекламкылбуръёс, автографъёс, шаржъёс, памфлетъёс, фельетонъёс, басняос, куктуаськонъёс. — Ижевск, 2004. — 80с.

и т.д.